# 犬養智子
犬養 智子（いぬかい ともこ、1931年4月18日 - 2016年4月9日）は、日本の作家、翻訳家。
家事、女性問題、高齢者問題、都市問題などについて発言する一方、イラストも手がけ、童話、小説、翻訳も執筆する。

## 経歴・人物
東京府出身。父親は波多野元武（三井物産勤務後千代田証券投資取締役）、母親は瀬下清（三菱銀行第3代会長）の三女・克。長女の犬養亜美はエッセイスト。祖父の波多野承五郎（1858年 - 1929年）は報知新聞記者、フランス公使館付書記官、朝野新聞社長、三井銀行役員、衆議院議員を歴任。
学習院女子短期大学文学科英語専攻卒業後、学習院大学政経学部政治学科に編入学して1954年に卒業する。1955年、米国イリノイ大学大学院入学。ジャーナリズム・マスコミュニケーション科を修了し、1957年に帰国した。Chicago Daily News東京支局に勤務。
1968年、著書『家事秘訣集』（光文社）がベストセラーとなり、文筆家として立つ。愛猫家として知られ、猫に関する著書や訳書も多い。
車好きでも知られた。運輸省（現国土交通省）の有識者経験有り。
家庭面では、夫犬養康彦（犬養道子の弟）との間に一男一女を儲けたが、1978年に離婚した。

## 著書
- 『家事秘訣集 じょうずにサボる法・400』 （光文社、カッパ・ブックス） 1968年
- 『パーティの本 ムードとゲームを楽しもう』（光文社、カッパ・ホームス） 1969年
- 『あなたはどう生きるか』（毎日新聞社） 1970年
- 『主婦よ、さようなら』（中央公論社） 1972年
- 『女も七人の敵をもつ』（大和書房） 1973年、のち改題『自由な女になりませんか』
- 『女の人生をイキイキ楽しむ12のおはなし』（じゃこめてい出版） 1973年
- 『われら緑の大地に生きる 斜里岳の見える家』（じゃこめてい出版） 1974年 、のち改題『斜里岳の見える家』（集英社文庫）
- 『オンネヌプリの目』（サンリオ出版） 1975年
- 『女のコ、あつまれ』（偕成社） 1975年
- 『ネコの事典』（ごま書房、ゴマブックス） 1976年
- 『いい女のあなたへ 夢見る人生のすすめ』（じゃこめてい出版） 1976年12月
- 『愛のことば 100の本からのメッセージ』（偕成社） 1977年3月
- 『イキイキ人生に37粒のスパイスを』（じゃこめてい出版） 1977年12月
- 『麻憂がやってきた』（ブロンズ社） 1978年11月
- 『ネコ・ねこ・猫 かわいいキャット・カタログ』（集英社、モンキー文庫） 1979年
- 『おんなの運転学』（情報センター出版局） 1979年5月、のち三笠書房知的生き方文庫
- 『くまのパセリ農場へ行く』（文化出版局） 1979年
- 『愚かな女だから愚かに生きるのですか』（ベストセラーズ） 1980年10月
- 『わたしは女の子』（国土社、青春ノート） 1981年
- 『男と女のおいしい関係』（CBS・ソニー出版） 1982年9月
- 『男をイケドル女の作戦』（講談社） 1985年、のち改題文庫化『女のコ4人の恋愛大作戦』
- 『女の人生をイキイキ楽しむ12のお話』（ベストセラーズ） 1985年8月
- 『疑惑のサーキット』（光文社文庫） 1986年9月 - 連作推理小説
- 『食べてハッピー』（六興出版） 1987年9月
- 『女三十代からのすてきな人生』（海竜社） 1988年8月
- 『トモコの日本ステキ宣言 歌舞伎で見えた、女と男の粋な関係』（情報センター出版局） 1989年6月
- 『おとなの女はマナーが美しい 新冠婚葬祭61のすてきな提言』（海竜社） 1990年12月
- 『女25歳からの生き方 かわいい女から素敵な女へ』（海竜社） 1992年7月
- 『いまが素敵で生きる 50歳はほんとうの女のはじまり』（大和出版） 1992年9月
- 『パパは96歳 うちの父娘つきあい』（海竜社） 1995年3月
- 『楽しんで生きる 昭和山の手女の子』（チクマ秀版社） 1996年8月
- 『ひとりで元気暮らし』（海竜社） 1998年12月
- 『犬養智子の私の見つけたいい品好きな品』（小学館） 1999年7月

### 共著・編
- 『女のコのためのカタログ』（犬養智子グループ編、ごま書房、ゴマブックス） 1975年
- 『食味の真髄を探る』（波多野承五郎、編、新人物往来社） 1977年
- 『化粧品のすべて あなたの美容の周辺を考える』（共著、国際商業出版） 1978年

## 翻訳
- 『ぬけめない猫とくらすには』（エリック・ガーニイ、晶文社） 1976年
- 『だから猫はやめられない』（B・クリーバン、晶文社） 1977年12月
- 『猫のヤーコプのすてきな世界』（トーマス・ヘルトナー、エイプリル・ミュージック） 1978年
- 『キャリア・ウーマンの服装学』（ジョン・T・モロイ、三笠書房） 1978年9月
- 『ぬけめのない猫の大行進』（エリック・ガーニイ、晶文社） 1979年4月
- 『ネコのI.Q.テスト』（E・M・バード、ダイナミックセラーズ） 1982年
- 『猫のヤーコプ魔法と子ねこ』（トーマス・ヘルトナー、CBS・ソニー出版） 1982年4月
- 『ふたりのラブ・ブック』（ピーター・メイル、産業図書） 1983年12月
- 『ニューヨーク、ニューヨーク ニューヨークっ子のN.Y.案内』（ヘレーン・ハンフ、サンリオ文庫） 1985年9月

## テレビ出演
- 川崎敬三の料理ジョッキー（NETテレビ、1971年4月8日）[4]

など。

## その他
- 1972年1月13日、自宅に泥棒が押し入るも何も取らずに逃げる。警視庁が強盗未遂の容疑で捜査[5]。